# Lucy Terry
Lucy Terry, född 1733, död 1821, var en amerikansk poet.
Hon fördes från Afrika till Rhode Island som offer för den transatlantiska slavhandeln som spädbarn år 1733. Hon köptes fri av sin fästman, som var en fri färgad, vid sitt giftermål 1756. 
Hon skrev 1746 balladen "Bars Fight", som bevarades muntligt och publicerades 1855. Den uppges vara den första skrivna litteraturen av en afro-amerikan. 